# Anthus brachyurus
El bisbita colicorto (Anthus brachyurus) es una especie de ave paseriforme de la familia Motacillidae propia de África.

## Distribución y hábitat
Se encuentra en disperso por los herbazales del África subsahariana.